# アイラブドナルドダック グルジア王の秘宝
『アイ ラブ ドナルドダック グルジア王の秘宝』（アイラブドナルドダック グルジアおうのひほう）は、1991年に日本のセガから発売されたメガドライブ用横スクロールアクションゲームである。日本国外では『Quackshot starring Donald Duck』のタイトルで発売された。
ディズニーアニメのキャラクターであるドナルドダックを主人公とした作品であり、ドナルドを操作して甥っ子のヒューイ・デューイ・ルーイと共に「グルジア王の秘宝」を探し出す事を目的としている。開発はセガAM第7研究開発部が行い、同社の『アイラブミッキーマウス ふしぎのお城大冒険』（1990年）から同一のスタッフで開発されており、ゲーム・デザインおよびディレクターは山本恵美子、音楽は神谷重徳、アート・ディレクターは湯田高志が担当している。
後にセガサターン用ソフト『SEGA AGES アイラブミッキーマウス ふしぎのお城大冒険／アイラブドナルドダック グルジア王の秘宝』（1998年）として再発売された。

## ゲーム内容

### 武器
シュッポン
主要武器。敵に当てると一時的に動きを止めることができる。黄、赤、緑の3種類ある。
ポップコーン
シュッポンとは違い、敵を一撃で倒せる。1回撃つごとに5発消費していく。最大99発までストックできる。
バブルガム弾
赤や青のブロックを壊すための武器。最大50発までストックできる。

### アイテム
ドル袋
得点が1000加算される。
アイスクリーム
体力を1回復する。
鶏肉
体力を全回復する。
1UP
ドナルドの残数が1上がる。
とうがらし
5つ取ると無敵状態になり、ドナルドは猛烈な勢いで走る。この時、左右による移動とジャンプしか操作できない。敵に触れれば倒すことができる。しばらくすると元に戻る。

## ストーリー
ある日、ドナルドはスクルージおじさんの書斎にて「グルジア王と隠されたダックの秘宝」と書かれた表紙の本を発見した。それによると、グルジア王は聖なるダックの秘宝を死ぬ間際にどこかに隠したという。また、その本にはダックの秘宝の手がかりとなる地図が紛れていた。こうしてドナルドは甥っ子であるヒューイ・デューイ・ルーイを連れて、宝探しの旅に出ることになった。

## 登場キャラクター
ドナルドダック
今作の主人公。ダックの秘宝を探すべく旅に出た。
デイジーダック
ドナルドの恋人。食事をする約束をしていたのだが、ドナルドが宝探しの旅に出ることを聞き、がっかりする。
ヒューイ・デューイ・ルーイ
ドナルドの甥っ子。飛行機の操縦を担う。
グーフィー
とある洞窟に居座っている、ドナルドの友人。
ピート
ドナルドの宿敵。ダックの秘宝を横取りしようとする悪者。
ジャイロ
発明家。バブルガム弾を開発し、ドナルドに手渡す。

## 移植版
| No. | タイトル                                                                                       | 発売日         | 対応機種     | 開発元 | 発売元 | メディア | 型式    | 備考 |
| --- | ---------------------------------------------------------------------------------------------- | -------------- | ------------ | ------ | ------ | -------- | ------- | ---- |
| 1   | SEGA AGES アイラブミッキーマウス ふしぎのお城大冒険 ／ アイラブドナルドダック グルジア王の秘宝 | 1998年10月15日 | セガサターン | セガ   | セガ   | CD-ROM   | GS-9179 |      |

セガサターン版
- 本作品と『アイラブミッキーマウス ふしぎのお城大冒険』（1990年）を収録している。

## スタッフ
- ゲーム・デザイン、ディレクター：EMIRIN（山本恵美子）
- アート・ディレクター：THOMAS YUUDA（湯田高志）
- アーティスト：RICE、MIKARIN NISHIDA、YAMAI（山本恵一）、RYUU、TATSUYAN
- ウォルト・ディズニー・プロデューサー：ジム・シモンズ
- メイン・プログラマー、プログラム・コーディネーター：SATMAN
- 音楽：KAMIYA STUDIO（神谷重徳）
- サウンド・プロデューサー：BO（上保徳彦）
- スペシャル・サンクス：BERT、HUGH、JACKSON YOU、OHSAN

## 評価
- ゲーム誌『ファミコン通信』の「クロスレビュー」では6・6・6・6の合計24点（満40点）となっている[5]。

- ゲーム誌『メガドライブFAN』の読者投票による「ゲーム通信簿」での評価は以下の通りとなっており、22.56点（満30点）となっている[1]。また、同雑誌1993年7月号特別付録の「メガドライブ&ゲームギア オールカタログ'93」では、「ドナルドの動きがコケティッシュ」とキャラクター造形に関して肯定的に評価された[1]。

| 項目 | キャラクタ | 音楽 | 操作性 | 熱中度 | お買得度 | オリジナリティ | 総合  |
| 得点 | 4.39       | 3.65 | 3.59   | 3.47   | 3.90     | 3.56           | 22.56 |

- ゲーム本『メガドライブ大全』（2004年、太田出版）では、ドナルドが鶏肉を食べて体力が回復する事やラバーカップで敵に攻撃する事などに関して「ナゾの設定だらけのディズニーアクション」と本作を位置付けており、セガサターン用ソフトとして復刻された事も理解できる完成度であると称賛した[9]。

## シリーズ作品
- アイラブミッキーマウス ふしぎのお城大冒険
- アイラブミッキー&ドナルド ふしぎなマジックボックス
- ミッキーマウスのキャッスルイリュージョン ※ゲームギア
- ミッキーマウスの魔法のクリスタル ※ゲームギア
- ミッキーマウス伝説の王国 ※ゲームギア
- ドナルドダックのラッキーダイム ※ゲームギア
- ドナルドダックの4つの秘宝 ※ゲームギア